# Wybory parlamentarne w Rumunii w 1996 roku
Wybory parlamentarne w Rumunii w 1996 roku zostały przeprowadzone 3 listopada 1996. W ich wyniku zostało wybranych 343 posłów do Izby Deputowanych oraz 143 członków Senatu. Frekwencja wyniosła 76,0%. W wyborach zwycięstwo odniosła centroprawicowa koalicja pod nazwą Rumuńska Konwencja Demokratyczna. Równolegle z wyborami parlamentarnymi odbyła się pierwsza tura wyborów prezydenckich.

## Izba Deputowanych
| Lista wyborcza | Głosy     | %    | Mandaty                   |
| --- | --------- | ---- | ------------------------- |
| Rumuńska Konwencja Demokratyczna Partia Narodowo-Chłopska-Chrześcijańsko-Demokratyczna Partia Narodowo-Liberalna PNL-Konwencja Demokratyczna Ekologiczna Partia Rumunii Partia Alternatywy Rumunii Rumuńska Federacja Ekologiczna | 3 692 321 | 30,2 | 122 (83) (25) (5) (3) (1) |
| Partia Socjaldemokracji w Rumunii | 2 633 860 | 21,5 | 91                        |
| Unia Socjaldemokratyczna Partia Demokratyczna Rumuńska Partia Socjaldemokratyczna | 1 582 231 | 12,9 | 53 (43) (10)              |
| Demokratyczny Związek Węgrów w Rumunii | 812 628   | 6,6  | 25                        |
| Partia Wielkiej Rumunii | 546 430   | 4,5  | 19                        |
| Rumuńska Partia Jedności Narodowej | 533 384   | 4,4  | 18                        |
| Partia Socjalistyczna |           | 2,3  | 0                         |
| Socjalistyczna Partia Pracy |           | 2,2  | 0                         |
| Rumuńska Socjalistyczna Partia Robotnicza |           | 1,7  | 0                         |
| ANL (w tym Partia Sojuszu Obywatelskiego) |           | 1,6  | 0                         |
| Ugrupowania mniejszości narodowych |           |      | 15                        |
| Razem |           |      | 343                       |

## Senat
| Lista wyborcza                            | Głosy     | %    | Mandaty |
| ----------------------------------------- | --------- | ---- | ------- |
| Rumuńska Konwencja Demokratyczna          | 3 772 084 | 30,7 | 53      |
| Partia Socjaldemokracji w Rumunii         | 2 836 011 | 23,1 | 41      |
| Unia Socjaldemokratyczna                  | 1 617 384 | 13,2 | 23      |
| Demokratyczny Związek Węgrów w Rumunii    | 837 760   | 6,8  | 11      |
| Partia Wielkiej Rumunii                   | 558 026   | 4,5  | 8       |
| Rumuńska Partia Jedności Narodowej        | 518 962   | 4,2  | 7       |
| Partia Socjalistyczna                     |           | 2,3  | 0       |
| Socjalistyczna Partia Pracy               |           | 2,2  | 0       |
| ANL (w tym Partia Sojuszu Obywatelskiego) |           | 1,9  | 0       |
| Razem                                     |           |      | 143     |